# 이탈리아 대통령
이탈리아 공화국 대통령(이탈리아어: Presidente della Repubblica Italiana 프레시덴테 델라 레푸블리카 이탈리아나[*])는 이탈리아의 국가 원수(이탈리아어: Capo dello Stato)이며, 국가 통합의 상징이다. 이탈리아 대통령은 특정 삼권(행정부, 입법부, 사법부)의 수장이 아니나, 위 삼권을 조정하고 감시하는 역할이 있다. 이탈리아 대통령은 전형적인 의원내각제의 대통령보다는 실질적인 권한을 갖고 있다.
대통령은 헌법 기관으로서 대통령의 임기 만료 30일 전에 1명으로 규정된 발레다오스타를 제외한 각 주 대표 3명, 총 58명의 주 대표가 충원된 양원합동회의를 소집하여 새 대통령을 선출한다. 임기는 7년이며 중임 가능하다. 이탈리아 헌법은 50세 이상의 이탈리아 국적의 사람으로서 민권과 참정권을 누리는 국민은 대통령으로 선출될 수 있다고 명시돼있다. 
대통령의 관저는 퀴리날레궁으로서 로마 퀴리날레 언덕에 위치해있다. 이탈리아 언론에서는 '이탈리아 대통령' 대신에 '퀴리날레'(Quirinale)로 표기하기도 한다.
현재 이탈리아의 대통령은 세르조 마타렐라로 2015년 부터 재임 중이다.

## 역대 대통령
| 대   | 대통령 (취임~퇴임) | 대통령 (취임~퇴임)                     | 선거 차 수         | 득표율             | 임기             | 임기             | 원 소속 정당        | 깃발 | 종신 상원의원 종료 |
| 대   | 대통령 (취임~퇴임) | 대통령 (취임~퇴임)                     | 선거 차 수         | 득표율             | 취임             | 퇴임             | 원 소속 정당        | 깃발 | 종신 상원의원 종료 |
| ---- | ------------------ | -------------------------------------- | ------------------ | ------------------ | ---------------- | ---------------- | ------------------- | ---- | ------------------ |
| 1대  |                    | 엔리코 데 니콜라 (1877~1959년)         | 1차                | 72.8% (405 / 556)  | 1948년 1월 1일   | 1948년 5월 12일  | 이탈리아 자유당     |      | 1959년 10월 1일    |
| 2대  |                    | 루이지 에이나우디 (1874~1961년)        | 4차                | 57.6% (518 / 900)  | 1948년 5월 12일  | 1955년 5월 11일  | 이탈리아 자유당     |      | 1961년 10월 30일   |
| 3대  |                    | 조반니 그론키 (1887~1978년)            | 4차                | 78.1% (658 / 843)  | 1955년 5월 11일  | 1962년 5월 11일  | 기독교 민주당       |      | 1978년 10월 17일   |
| 4대  |                    | 안토니오 세니 (1891~1972년)            | 9차                | 51.9% (443 / 854)  | 1962년 5월 11일  | 1964년 12월 6일  | 기독교 민주당       |      | 1972년 12월 1일    |
| 5대  |                    | 주세페 사라가트 (1898~1988년)          | 21차               | 67.1% (646 / 963)  | 1964년 12월 29일 | 1971년 12월 29일 | 이탈리아 민주사회당 |      | 1988년 6월 11일    |
| 6대  |                    | 조반니 레오네 (1908~2001년)            | 23차               | 51.4% (518 / 1008) | 1971년 12월 29일 | 1978년 6월 15일  | 기독교 민주당       |      | 2001년 11월 9일    |
| 7대  |                    | 산드로 페르티니 (1896~1990년)          | 16차               | 82.3% (832 / 1011) | 1978년 7월 9일   | 1985년 6월 29일  | 이탈리아 사회당     |      | 1990년 2월 24일    |
| 8대  |                    | 프란체스코 코시가 (1928~2010년)        | 1차                | 74.3% (752 / 1011) | 1985년 7월 3일   | 1992년 4월 28일  | 기독교 민주당       |      | 2010년 8월 17일    |
| 9대  |                    | 오스카르 루이지 스칼파로 (1918~2012년) | 16차               | 66.5% (672 / 1011) | 1992년 5월 28일  | 1999년 5월 15일  | 기독교 민주당       |      | 2012년 1월 29일    |
| 10대 |                    | 카를로 아첼리오 참피 (1920~2016년)     | 1차                | 70.0% (707 / 1010) | 1999년 5월 18일  | 2006년 5월 15일  | 무소속              |      | 2016년 9월 16일    |
| 11대 |                    | 조르조 나폴리타노 (1925년~2023년)      | 4차                | 53.8% (543 / 1009) | 2006년 5월 15일  | 2013년 4월 22일  | 좌익 민주당         |      | 2023년 9월 22일    |
| 11대 | 6차                | 조르조 나폴리타노 (1925년~2023년)      | 73.2% (738 / 1007) | 2013년 4월 22일    | 2015년 1월 14일  | 무소속           |                     |      | 2023년 9월 22일    |
| 12대 |                    | 세르조 마타렐라 (1941년~)              | 4차                | 65.9% (665 / 1009) | 2015년 2월 3일   | 2022년 2월 3일   | 무소속              |      |                    |
| 12대 | 8차                | 세르조 마타렐라 (1941년~)              | 75.2% (759 / 1009) | 2022년 2월 3일     | 재임 중          |                  | 무소속              |      |                    |

## 트리비아
안토니오 세니, 조반니 레오네 등은 임기 종료를 앞두고 자진 사퇴한 인물이다. 주세페 사라가트가 임기를 다 채운 마지막 대통령이고, 조반니 레오네부터는 임기 종료를 앞두고 사퇴하였다. 산드로 페르티니부터는 임기 종료를 며칠 앞두고 사임하였는데, 이것은 정치적 스캔들/건강상 문제 때문이 아니라 스스로 사퇴하는 것이다.
루이지 에이나우디, 조반니 그론키, 주세페 사라가트는 정확히 7년 동안 재직한 인물로써 최장기 집권자로 기록되었고(이 기록은 2013년 나폴리타노의 재선으로 깨졌다), 최단기 집권자는 엔리코 데 니콜라로 4개월 11일 동안만 재직했다(그 전에도 재직했으나 임시 직이었다).
한편 이탈리아 대통령의 임기는 '단임제'이기 때문에, 두 번 이상 할 수 없다. 이 때문에 2006년에 선출된 조르조 나폴리타노 대통령은 2013년 5월에 물러나는 것이 맞지만, 차기 후보자를 찾지 못해 결국 연임하게 되었다. 이로써 정확히 7년 동안 재직했던 3명의 전직 대통령의 '최장기 집권자' 기록이 깨지고, 조르조 나폴리타노가 유일한 최장기 집권자가 되었다.

## 임시 대통령
엔리코 데 니콜라 이전에는 알치데 데 가스페리가 임시로 재직하였다. 엔리코 데 니콜라도 1948년 1월 1일 선출 전에는 임시로 재직하였다. 1964년 안토니오 세니가 사퇴한 뒤 체사레 메르차고라가 임시 대통령으로 재직하였다. 1978년 조반니 레오네가 사퇴한 뒤 아민토레 판파니가 임시 대통령으로 재직하였다. 1985년 산드로 페르티니가 사퇴한 뒤 프란체스코 코시가가 임시 대통령으로 재직하였다. 그러나, 코시가는 임시 대통령 상태에서 정식으로 선출되었다. 1992년 프란체스코 코시가가 사퇴한 뒤 조반니 스파돌리니가 임시 대통령으로 재직하였다. 1999년 오스카르 루이지 스칼파로가 사퇴한 뒤 니콜라 만치노가 임시 대통령으로 재직하였다. 카를로 아첼리오 참피는 예외가 되었다. 그는 2006년 임기 종료를 얼마 앞두고 자진 사퇴했지만, 후임으로 이미 선출된 조르조 나폴리타노는 바로 취임하였다. 2015년 나폴리타노가 사임한 이후, 피에트로 그라소가 임시 대통령으로 취임하였다.